# سنجاي كابور
سنجاي كابور هو ممثل هندي، ولد في 17 أكتوبر 1965 بمومباي في الهند.

## أعمال

### أفلام
- (2003) غدا قد يأتي وقد لا يأتي[5]
- (2009) حظ بالصدفة
- (2010) شركة النصابين
- (2015) شاندار[6]

## وصلات خارجية
- سنجاي كابور على موقع IMDb (الإنجليزية)
- سنجاي كابور على موقع أول موفي (الإنجليزية)
- سنجاي كابور على موقع قاعدة بيانات الفيلم (الإنجليزية)